# Михаил Йосифов (сръбски войвода)
Вижте пояснителната страница за други личности с името Михаил Йосифов.
Михаил Йосифов, известен като Бродянец (на сръбски: Михаило Јосифовић), е сърбомански революционер, деец на сръбската въоръжена пропаганда в Македония от началото на XX век.

## Биография
Михаил Йосифов е роден в поречкото село Брод, тогава в Османската империя. Присъединява се към сръбската пропаганда в Македония и между 1905 и 1907 година е четник на Раде Радивоевич. В 1909 година по поръчка на битолския сръбски консул убива българските дейци от Сланско Дамян Здравев и Секула Здравев. През 1911 година като сръбски войвода е с месечна сръбска заплата три лири. При избухването на Охридско-Дебърското въстание през 1913 година заедно с четите на Йован Долгач, Дано Стоянов, Василие Търбич, Божко Вирянец се отправя към Кичево, за да отбранява градчето от въстаниците. При избухването на Първата световна война през август 1914 година той, Божко Вирянец и четите им се установяват в Кичево, където избиват стотина албански първенци. След войната се сдобива с 10 хектара най-хубава земя в Брод.